# Schloss Waldsachsen
Schloss Waldsachsen ist ein abgegangenes Schloss in der Gemeinde Diespeck im Landkreis Neustadt an der Aisch-Bad Windsheim (Mittelfranken, Bayern).

## Geschichte
In einer Urkunde, die im Zeitraum 868–900 entstanden ist, wird „Ad Saxones“ erstmals namentlich erwähnt. Im 14. Jahrhundert wurde das Rittergut Waldsachsen gebildet, das grundherrschaftliche Ansprüche in Dettendorf, Eggensee und Obersachsen hatte. Der Sitz, ein Wasserschloss, befand sich in Obersachsen. Zwischen 1502 und 1506 kam das Rittergut an Konrad von Lüchau (aus dem bereits 1486 in Obersachsen belegten Adelsgeschlecht Lüchau). Das Schloss wurde 1525 im Bauernkrieg zerstört. Im Jahre 1707 erwarb der Stadthauptmann Bühl das immer noch öd liegende Schloss. Nach 1707 erfolgte der Abbruch der Mauerreste für den Bau seines Sitzes in Dettendorf.
Aus dem Gebiet des ehemaligen Rittergutes Waldsachsen bildeten sich nach dem Übergang an das Königreich Bayern die Gemeinden Untersachsen-Eggensee und Obersachsen-Dettendorf.